# 遠山森林鉄道
遠山森林鉄道（とおやましんりんてつどう）は林野庁長野営林局管内の長野県下伊那郡南信濃村および上村（現・飯田市） で運行されていた森林鉄道の名称である。
最盛期には総延長36.5キロの路線があったが、道路が整備されてトラックが木材の輸送を担うようになってから姿を消していった。

## 路線データ
廃止時点

### 管理する営林署
- 林野庁長野営林局飯田営林署

### 路線
遠山線（1級路線）
路線延長:19.6キロ
停車場:梨元貯木場・柿の島・北又渡
遠山本谷線（1級路線）
路線延長:10.9キロ
停車場:北又渡・便ヶ島・西沢渡
大沢線（2級路線）
路線延長:6.0キロ
停車場:北又渡・大沢渡

## 歴史
- 1944年（昭和19年）12月 : 遠山線運行開始。
- 1953年（昭和28年） : 大沢線運行開始。
- 1956年（昭和31年）1月 : 遠山本谷線運行開始。
- 1961年（昭和36年） : 大沢線廃止。
- 1968年（昭和43年）12月13日[2] : さよなら列車運行。営林署による運行の廃止。
  - 沿線の資源が枯渇したため営林署の運材輸送は廃止された。しかしこの地区はもともと民有林が多く、本州製紙は所有する山林からのパルプ材を輸送するためにこの軌道を借り受け自社所有の機関車1両と営林署から借りた1両を使用し、本州製紙下請けの信和林業により1973年頃まで運行されていた。
- 2004年（平成16年）6月 : 住民有志による「木沢地区活性化推進協議会」が当時の客車を復元。「梨元ていしゃば」駐車場に展示[3]。
- 2012年（平成24年）12月 : 「夢をつなげよう遠山森林鉄道」が発足する。
- 2014年（平成26年）11月 : 「梨元ていしゃば」に機関車を収容する木造平屋建ての車庫が完成[4]。
- 2016年（平成28年）11月 : 「梨元ていしゃば」に全長350mの周回コースが完成し、初の周回運転を実施。念願だった復元に至る。今後は定期的に運行を行いながら、機関車等の老朽化部分の整備に取り組む予定[5]。
- 2017年 (平成29年)   :　林業遺産に登録される。また、｢定光寺自然休養林｣にて保存されていた、運材台車·客車台車を移設。
- 2019年(令和元年)　6月:　客車の動態復元が完了し、乗車会を実施

## 車輛

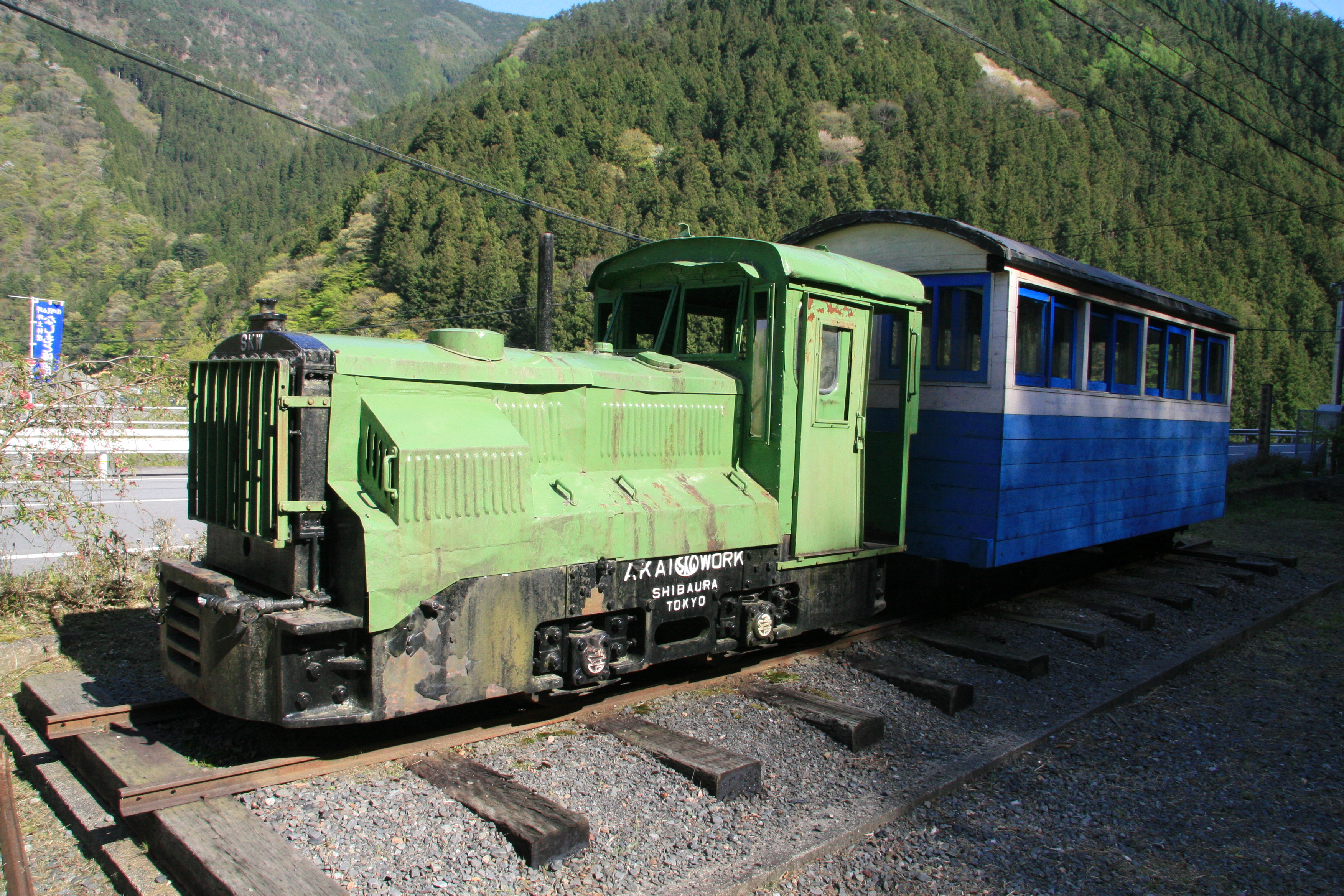
保存されている機関車（2010年5月）

車両は、最盛期には機関車7両、貨車242両、人貨輸送車5両を抱えていた。

### 機関車
当初からディーゼル機関車を使用。

### 客車
- 人貨輸送車

### 貨車
ほぼすべての貨車が木材輸送用だった。

## 運行形態
旅客列車は、便乗という名目で沿線住民の旅客輸送を行っていたが、遭難客の便乗も許可されていた。晩年には、北又渡ダムの建設資材運搬も行った。途中には13の停車場があった。

### 現在
ほぼすべてが林道に転用されている。

## 夢をつなごう遠山森林鉄道
- 2011年に梨元ていしゃばにて、800m敷設を実施し、翌年に地元有志により、｢夢をつなごう遠山森林鉄道｣が発足し、No.96の動態復元に成功し、2013年頃からトロッコにおける体験乗車が始まった。

翌2014年頃には車庫が完成、2016年には路線の敷設が完了した。
2017年に｢定光寺自然休養林｣にてNo.127ともに静態保存されていた、木曽森林鉄道のB型客車の台車及び運材台車を引き取った。同年には、林業遺産に登録されている。その後、2020年には客車の復元が完了し、以降は、乗車体験の際に使用予定である。
680x679